# Alsóújlak
Alsóújlak (hongrois : Alsóújlak [ˈɒlʃoːuːjlɒk]) est une localité hongroise située dans le comitat de Vas. À partir de 1986, Alsóújlak a été administrativement rattachée à Vasvár, avant de redevenir une localité indépendante en 1993.  

## Nom et attributs

### Toponymie
Le premier document connu mentionnant son nom date du 1er octobre 1342, où il apparaît sous la forme Wylack.  
Son nom actuel a été adopté en 1875.  

## Population

### Minorités culturelles et religieuses
Lors du recensement de 2011, la population se déclarait à 88,4 % hongroise, 1,1 % allemande et 0,5 % roumaine (11,5 % n'ont pas déclaré d'appartenance ethnique ; en raison des identités multiples, le total peut dépasser 100 %).  
La répartition religieuse était la suivante : 76,9 % catholiques romains, 1,6 % réformés, 0,8 % évangéliques, 0,2 % catholiques grecs, 2,3 % sans appartenance religieuse, tandis que 18,1 % n'ont pas répondu.  
En 2022, 93,5 % de la population se déclarait hongroise, 1,7 % allemande, 0,2 % grecque, 0,2 % rom et 1,1 % appartenant à une autre nationalité étrangère (6,1 % n'ont pas répondu ; le total peut dépasser 100 % en raison des identités multiples).  
Concernant l'appartenance religieuse, 61,8 % étaient catholiques romains, 1,1 % réformés, 0,9 % évangéliques, 0,6 % autres chrétiens, 2,4 % autres catholiques, 5,8 % sans appartenance religieuse, tandis que 27 % n'ont pas répondu.

## Équipements

### Réseaux extra-urbains
Alsóújlak se situe à 5 kilomètres au nord-est de Vasvár.
Les localités limitrophes sont Rum au nord, Kám à l'est, Oszkó au sud et Vasvár à l'ouest.
La principale voie d'accès routière est la route nationale 8 – dénommée localement Hársfa utca –, qui longe la limite sud de la zone bâtie. Autrefois, elle traversait probablement le centre de la localité, mais son ancien tracé est aujourd'hui une route secondaire de moindre importance, numérotée 87 101.
Parmi les lignes ferroviaires hongroises, la ligne de Szombathely à Nagykanizsa traverse la partie sud du territoire communal, à environ 3 kilomètres de la zone habitée. La ligne comportait autrefois un arrêt dans les limites de la localité, nommé « Oszkó megállóhely » d'après le village voisin, mais celui-ci a été supprimé dans les années 1970 en raison d'une correction du tracé ferroviaire.

## Patrimoine urbain
Alsóújlak possède plusieurs éléments de patrimoine remarquables, dont une chapelle funéraire de style roman, datant du XIIIe siècle, ainsi que l'église Saint-Étienne-Roi, construite au XVe siècle. Un autre site notable est l'escalier Sándor, un passage piéton traversant la ligne ferroviaire de Nagykanizsa à Szombathely–Nagykanizsa sur le territoire administratif d'Alsóújlak. Il se situe sur l'itinéraire du sentier de randonnée balisé en rouge reliant Zalaegerszeg aux lacs de Szajk (Szajki-tavak), et fait partie du chemin marial international (Mária-út), un itinéraire de pèlerinage reliant Mariazell à Csíksomlyó. Le circuit commémoratif Mindszenty ainsi que la randonnée de performance Hegyhát 50 empruntent également cet itinéraire.  
L'idée d'aménager ce passage piéton est née au milieu des années 1980, lorsque des randonneurs de Vasvár, appartenant à un club sportif industriel local, ont proposé la création d'un nouvel itinéraire de randonnée. Cette initiative, lancée par Tibor Benke, habitant de Vasvár, donna naissance au programme de randonnée « Hegyhát turistája », qui permettait d'obtenir un insigne après validation dans un carnet spécial à l'aide de tampons disposés sur le parcours. Ce programme évolua plus tard pour donner naissance à la randonnée de performance Hegyhát 50, organisée chaque année.  
La nécessité de traverser la ligne ferroviaire Szombathely–Nagykanizsa, creusée en tranchée artificielle, conduisit à la construction d'un escalier permettant de relier les deux côtés de la vallée. Parmi les bénévoles ayant participé aux travaux figurait Sándor Pantali, qui décéda subitement peu après. En hommage à sa mémoire, l'escalier fut nommé escalier Sándor.